# Devil in Agbada
Devil in Agbada es una película de drama y acción nigeriana de 2021 escrita, producida por Chinneylove Eze y dirigida por Umanu Elijah. Está protagonizada por Erica Nlewedim, Linda Osifo y Efe Irele. El cartel oficial de la película se dio a conocer en marzo de 2021.

## Sinopsis
Tres mujeres jóvenes, Irene (Linda Osifo), Okikiola (Efe Irele) y Tomi, colaboran y se unen para lograr la misión de derribar a Otunda Shonibare, un político despiadado. Juntas tendrán la misión de infiltrarse en su impenetrable mansión, fuertemente custodiada.

## Elenco
- Linda Osifo como Irene
- Efe Irele como Okikiola
- Erica Nlewedim como Tomi
- Uzor Arukwe como Machado
- Akin Lewis como Otunba Shonibare
- Uche Jombo
- Alexx Ekubo
- Nosa Rex
- Etinosa Idemudia
- Desmond Elliot
- Alexander Okeke
- Soso Sobrekan

## Lanzamiento
La película tuvo un estreno especial el 27 de junio de 2021 y el estreno oficial en cines el 2 de julio de 2021. Obtuvo críticas mixtas, pero se alzó  como un éxito en taquilla. Está levemente inspirada en elementos de Hollywood.